# Xenorhina bidens
Espèce
Synonymes
- Xenobatrachus bidens (Van Kampen, 1909)

Statut de conservation UICN

 LC  : Préoccupation mineure
Xenorhina bidens est une espèce d'amphibiens de la famille des Microhylidae.

## Répartition

Aire de répartition de Xenorhina bidens.

Cette espèce est endémique de Nouvelle-Guinée. Son aire de répartition concerne quatre sites dans le sud de la province indonésienne de Papouasie, en Nouvelle-Guinée occidentale, et en Papouasie-Nouvelle-Guinée. Elle est présente du niveau de la mer jusqu'à environ 500 m d'altitude, limite qu'elle ne semble pas dépasser. La carte ci-contre présume de sa présence entre les différents sites connus,.

## Publication originale
- Van Kampen, 1909 : Die Amphibienfauna von Neu-Guinea, nach der Ausbeute der niederlänischen Süd-Neu-Guinea Expeditionen von 1904-1905 und 1907. Nova Guinea, vol. 9, p. 31-49 (texte intégral).